# Les Vieilles Canailles Le Live
Les Vieilles Canailles Le Live est un album enregistré en public à Bercy le 24 juin 2017, par le trio Les Vieilles Canailles qui réunit Jacques Dutronc, Johnny Hallyday et Eddy Mitchell. L'album est sorti le 8 novembre 2019.

## Histoire
Le trio Les Vieilles Canailles s'est formé en 2014 pour une série de concerts au Palais omnisports de Paris-Bercy.
En juin et juillet 2017, il se reforme pour une tournée à travers la France, la Suisse et la Belgique. Le trio fait étapes pour deux représentations à Bercy, les 24 et 25 juin. L'album live restitue la captation public du concert donné le 24 juin. Sa réalisation et sa commercialisation ont été l'objet de vives transactions entre les maisons de disques respectives des trois artistes : Warner pour Johnny Hallyday, Universal pour Eddy Mitchell (de surcroît l'ancien label d'Hallyday) et Sony pour Jacques Dutronc, qui finalement sont parvenus à un accord sur une parution en coédition, en s'inspirant de ce qui a été antérieurement fait pour le tandem Souchon-Voulzy (voir les albums : Alain Souchon & Laurent Voulzy et Souchon - Voulzy : Le concert).

## Autour de l'album
L'album sort le 8 novembre 2019 sous six formats différents :
- édition double CD 0190295380618
- édition CD/DVD 0190295380601
- édition tripe vinyles 0190295382063
- édition DVD 0190295380472
- édition Blu-ray 0190295380458
- édition coffret collector limitée et numérotée 0190295380427

## Titres
| 1.  | C'est pourtant vrai (introduction, instrumental)                         |                                         | Michel Gaucher                             |  |
| 2.  | Les playboys (Jacques Dutronc, Johnny Hallyday, Eddy Mitchell)           | Jacques Lanzmann                        | Jacques Dutronc                            |  |
| 3.  | Noir c'est noir (Jacques Dutronc, Johnny Hallyday, Eddy Mitchell)        | Georges Aber (adaptation)               | Tony Hayes, Michelle Grainger, Steve Wadey |  |
| 4.  | C'est un rocker (Jacques Dutronc, Johnny Hallyday, Eddy Mitchell)        | Claude Moine (adaptation)               | Chuck Berry                                |  |
| 5.  | Les Cactus (Johnny Hallyday, Eddy Mitchell)                              | Jacques Lanzmann                        | Jacques Dutronc                            |  |
| 6.  | L'Opportuniste (Jacques Dutronc)                                         | Jacques Lanzmann, Anne Segalen          | Jacques Dutronc                            |  |
| 7.  | La Fille du père Noël (Jacques Dutronc)                                  | Jacques Lanzmann                        | Jacques Dutronc                            |  |
| 8.  | Quelque chose de Tennessee (Jacques Dutronc, Johnny Hallyday)            | Michel Berger                           | Michel Berger                              |  |
| 9.  | J'aime les filles (Jacques Dutronc, Johnny Hallyday, Eddy Mitchell)      | Jacques Lanzmann                        | Jacques Dutronc                            |  |
| 10. | Le Cimetière des éléphants (Eddy Mitchell)                               | Claude Moine                            | Pierre Papadiamandis                       |  |
| 11. | Lèche-bottes blues (Eddy Mitchell)                                       | Claude Moine, Boris Bergman             | Pierre Papadiamandis                       |  |
| 12. | Excuse-moi partenaire (Johnny Hallyday, Eddy Mitchell)                   | Ralph Bernet (adaptation)               | Johnny Guitar Watson                       |  |
| 13. | Joue pas de rock'n'roll pour moi (Johnny Hallyday, Eddy Mitchell)        | Long Chris (adaptation)                 | Nicky Chinn, Mike Chapman                  |  |
| 14. | Be-Bop-A-Lula (Jacques Dutronc, Johnny Hallyday, Eddy Mitchell)          | Tex Davis                               | Gene Vincent                               |  |
| 15. | Il est cinq heures, Paris s'éveille (Jacques Dutronc, Eddy Mitchell)     | Jacques Lanzmann, Anne Segalen          | Jacques Dutronc                            |  |
| 16. | Couleur menthe à l'eau (Johnny Hallyday, Eddy Mitchell)                  | Claude Moine                            | Pierre Papadiamandis                       |  |
| 17. | Gabrielle (Johnny Hallyday)                                              | Long Chris, Patrick Larue (adaptation)  | Tony Cole (musician) (en)                  |  |
| 18. | Le Pénitencier (Johnny Hallyday)                                         | Hugues Aufray, Vline Buggy (adaptation) | Alan Price                                 |  |
| 19. | On veut des légendes (Jacques Dutronc, Johnny Hallyday, Eddy Mitchell)   | Claude Moine                            | Pierre Papadiamandis                       |  |
| 20. | Vieille Canaille (Jacques Dutronc, Johnny Hallyday, Eddy Mitchell)       | Jacques Plante (adaptation)             | Sam Theard (en)                            |  |
| 21. | Et moi, et moi, et moi (Jacques Dutronc, Johnny Hallyday, Eddy Mitchell) | Jacques Lanzman, Jacques Dutronc        | Jacques Dutronc                            |  |
| 22. | Pas de boogie woogie (Jacques Dutronc, Johnny Hallyday, Eddy Mitchell)   | Claude Moine (adaptation)               | Layng Martine Jr                           |  |
| 23. | C'est pourtant vrai (reprise, instrumental)                              |                                         | Michel Gaucher                             |  |
| 24. | La Musique que j'aime (Jacques Dutronc, Johnny Hallyday, Eddy Mitchell)  | Michel Mallory                          | Johnny Hallyday                            |  |

## Musiciens
source pour l'ensemble de la section :
- Michel Gaucher  : direction musicale, saxophone, arrangeur
- Jean-Yves D'Angelo : piano, claviers
- Hervé Brault : guitare
- Fred Chapellier : guitare
- Basile Leroux : guitare
- Yarol Poupaud : guitare
- Greg Zlap : harmonica
- Franck Bedez : basse
- Christophe Deschamps : batterie
- Fabrice Adam, Jacques Bessot, Yves Le Carboulec, Éric Mula : trompette
- Didier Havet, Michaël Joussein, Jean-Marc Welch : trombone
- Pierre d'Angelo, Thierry Farrugia, Hervé Meschinet, Gilles Miton : saxophone

## Réception

### Réception commerciale
Le titre entre directement en tête des ventes d'albums (hors streaming) en France avec 55 469 ventes physiques et digitales, détrônant un autre album de Johnny Hallyday, Johnny. Il dépasse ainsi le cap des 50 000 unités, synonyme du disque d'or et devient le quatrième meilleur démarrage de l'année hors streaming. 
En Belgique, le titre entre respectivement premier et 76e dans les classements wallon et flamand.  
En Suisse, l'album entre en quatrième position.  
Selon le site allemand Mediatraffic, 61 000 unités (streaming inclus) se sont écoulées lors de la première semaine d'exploitation.  